# Grêmio Esportivo e Recreativo 14 de Julho
 Grêmio Esportivo e Recreativo 14 de Julho was een Braziliaanse voetbalclub uit Passo Fundo in de staat Rio Grande do Sul. 

## Geschiedenis
De club werd opgericht in 1921. 14 de Julho won 14 keer het stadskampioenschap van Passo Fundo. In 1986 fuseerde de club met SC Gaúcho en werd zo EC Passo Fundo. In 1987 scheurde Gaúcho zich echter terug van de club af, de club bleef de naam EC Passo Fundo wel aanhouden om zo de plaats in de hoogste klasse van het Campeonato Gaúcho te kunnen behouden.

## Erelijst
Campeonato Citadino de Passo Fundo
1922, 1924, 1925, 1943, 1945, 1947, 1955, 1956, 1957, 1958, 1959, 1960, 1962, 1968

## Bekende ex-spelers
- Alberto Vilasboas dos Reis (Bebeto)